# Shahuji I
Shahuji, I  chiamato anche Shahji (Marathi: शाहुजी १/शहाजी तंजावरचे; 1672), è stato un maharaja indiano.
Fu il secondo sovrano Maratti di Thanjavur. Era il figlio maggiore di Ekoji I, fratello di Shivaji e primo sovrano Maratti di Thanjavur. Ha regnato dal 1684 al 1712.